# Monardia misella
Monardia misella är en tvåvingeart som först beskrevs av Boris Mamaev 1993.  Monardia misella ingår i släktet Monardia och familjen gallmyggor. Inga underarter finns listade i Catalogue of Life.